# Cascatas da Ferida Má

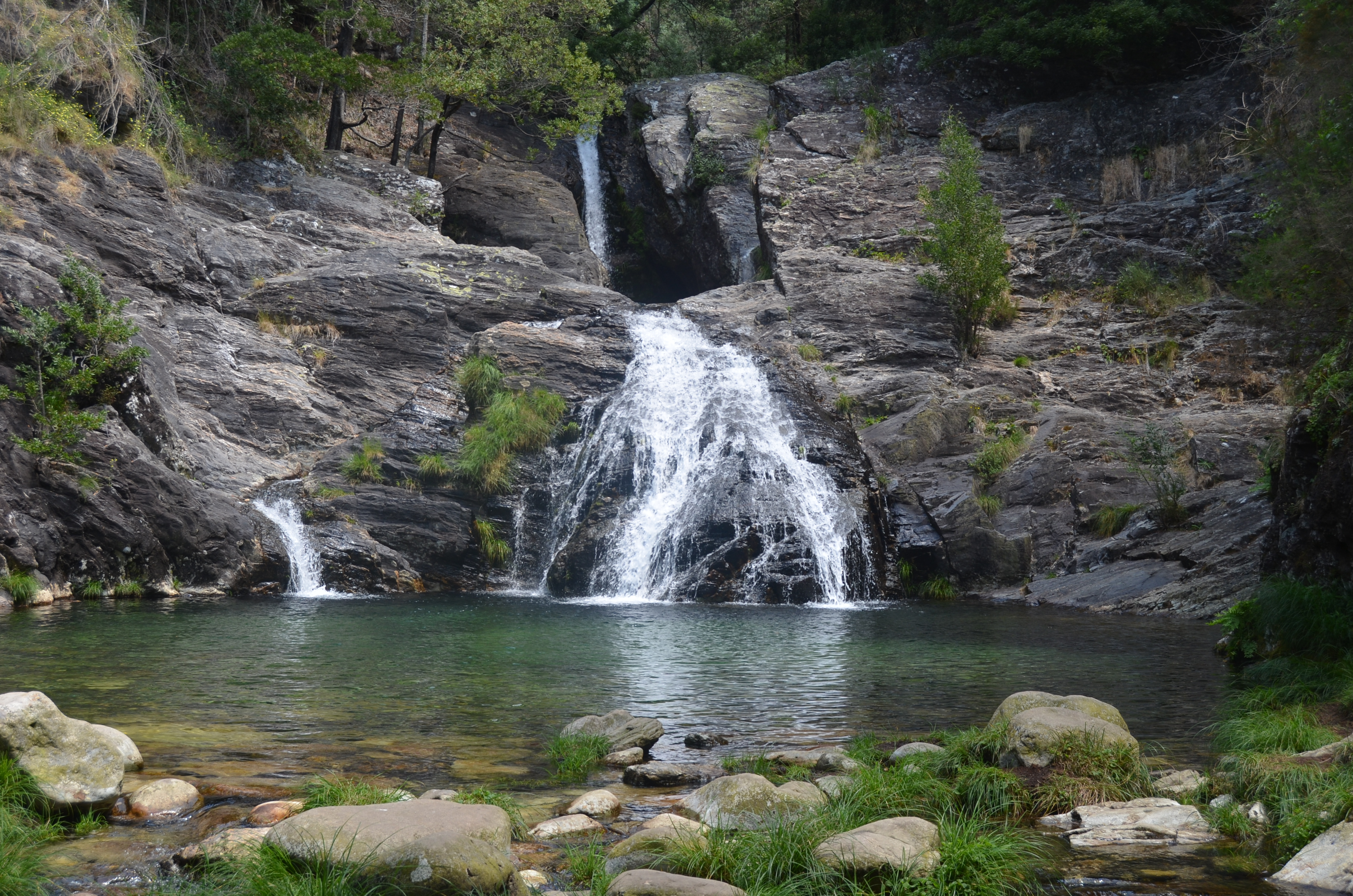
Cascata do Pincho

O Monumento Natural Local das Cascatas da Ferida Má é uma sucessão de cascatas ao longo do rio Âncora, em Portugal. Está classificado como Monumento Natural Local e é um geossítio do Geoparque Litoral de Viana do Castelo. A área classificada tem um total de 36 hectares no troço do rio entre Montaria e Amonde.
A alternância de rochas com diferentes resistências à erosão está na origem de sucessivas quedas de água com mais de 5 metros de altura. Entre estas, a mais notável é a Cascata do Pincho.